# Ausztria a 2002. évi téli olimpiai játékokon
Ausztria az egyesült államokbeli Salt Lake Cityben megrendezett 2002. évi téli olimpiai játékok egyik részt vevő nemzete volt. Az országot az olimpián 12 sportágban 90 sportoló képviselte, akik összesen 17 érmet szereztek.

## Érmesek
| Érem  | Versenyző                                                    | Sportág          | Versenyszám                  |
| ----- | ------------------------------------------------------------ | ---------------- | ---------------------------- |
| Arany | Fritz Strobl                                                 | Alpesisí         | Férfi lesiklás               |
| Arany | Stephan Eberharter                                           | Alpesisí         | Férfi óriás-műlesiklás       |
| Arany | Christian Hoffmann                                           | Sífutás          | Férfi 30 km                  |
| Ezüst | Stephan Eberharter                                           | Alpesisí         | Férfi szuperóriás-műlesiklás |
| Ezüst | Renate Götschl                                               | Alpesisí         | Női összetett                |
| Ezüst | Mikhail Botwinov                                             | Sífutás          | Férfi 30 km                  |
| Ezüst | Martin Rettl                                                 | Szkeleton        | Férfi                        |
| Bronz | Stephan Eberharter                                           | Alpesisí         | Férfi lesiklás               |
| Bronz | Benjamin Raich                                               | Alpesisí         | Férfi műlesiklás             |
| Bronz | Andreas Schifferer                                           | Alpesisí         | Férfi szuperóriás-műlesiklás |
| Bronz | Benjamin Raich                                               | Alpesisí         | Férfi összetett              |
| Bronz | Renate Götschl                                               | Alpesisí         | Női lesiklás                 |
| Bronz | Wolfgang Perner                                              | Biatlon          | Férfi 10 km sprint           |
| Bronz | Felix Gottwald                                               | Északi összetett | Normálsánc + 15 km           |
| Bronz | Felix Gottwald                                               | Északi összetett | Nagysánc + 7,5 km            |
| Bronz | Christoph Bieler Michael Gruber Mario Stecher Felix Gottwald | Északi összetett | Csapat                       |
| Bronz | Markus Prock                                                 | Szánkó           | Férfi egyes                  |

## Alpesisí
Férfi
| Versenyző          | Versenyszám            | 1. futam      | 1. futam      | 2. futam | 2. futam | Összesítés | Összesítés |
| Versenyző          | Versenyszám            | Idő           | Hely.         | Idő      | Hely.    | Idő        | Helyezés   |
| ------------------ | ---------------------- | ------------- | ------------- | -------- | -------- | ---------- | ---------- |
| Kilian Albrecht    | Műlesiklás             | 50,26         | 9.            | 52,19    | 2.       | 1:42,45    | 4.         |
| Stephan Eberharter | Lesiklás               |               |               |          |          | 1:39,41    |            |
| Stephan Eberharter | Óriás-műlesiklás       | 1:11,98       | 1.            | 1:11,30  | 2.       | 2:23,28    |            |
| Stephan Eberharter | Szuperóriás-műlesiklás |               |               |          |          | 1:21,68    |            |
| Christian Greber   | Lesiklás               |               |               |          |          | 1:40,00    | 6.         |
| Christoph Gruber   | Lesiklás               |               |               |          |          | 1:41,25    | 20.        |
| Christoph Gruber   | Óriás-műlesiklás       | 1:12,82       | 4.            | 1:11,59  | 8.       | 2:24,41    | 5.         |
| Christoph Gruber   | Szuperóriás-műlesiklás |               |               |          |          | 1:22,35    | 7.         |
| Hans Knauß         | Óriás-műlesiklás       | nem ért célba | nem ért célba | kiesett  | kiesett  | kiesett    | kiesett    |
| Manfred Pranger    | Műlesiklás             | nem ért célba | nem ért célba | kiesett  | kiesett  | kiesett    | kiesett    |
| Benjamin Raich     | Műlesiklás             | 49,34         | 3.            | 53,07    | 7.       | 1:42,41    |            |
| Benjamin Raich     | Óriás-műlesiklás       | 1:12,83       | 5.            | 1:11,57  | 7.       | 2:24,40    | 4.         |
| Andreas Schifferer | Szuperóriás-műlesiklás |               |               |          |          | 1:21,83    |            |
| Rainer Schönfelder | Műlesiklás             | nem ért célba | nem ért célba | kiesett  | kiesett  | kiesett    | kiesett    |
| Fritz Strobl       | Lesiklás               |               |               |          |          | 1:39,13    |            |
| Fritz Strobl       | Szuperóriás-műlesiklás |               |               |          |          | 1:21,92    | 4.         |

| Versenyző          | Versenyszám | Lesiklás | Lesiklás | Műlesiklás    | Műlesiklás    | Műlesiklás | Műlesiklás | Műlesiklás | Műlesiklás | Összesítés | Összesítés |
| Versenyző          | Versenyszám | Lesiklás | Lesiklás | 1. futam      | 1. futam      | 2. futam   | 2. futam   | Össz.      | Össz.      | Összesítés | Összesítés |
| Versenyző          | Versenyszám | Idő      | Hely.    | Idő           | Hely.         | Idő        | Hely.      | Idő        | Hely.      | Idő        | Helyezés   |
| ------------------ | ----------- | -------- | -------- | ------------- | ------------- | ---------- | ---------- | ---------- | ---------- | ---------- | ---------- |
| Kilian Albrecht    | Összetett   | 1:43,32  | 32.      | 46,13         | 2.            | 55,50      | 14.        | 1:41,63    | 8.         | 3:24,95    | 11.        |
| Benjamin Raich     | Összetett   | 1:41,05  | 13.      | 46,30         | 3.            | 50,91      | 2.         | 1:37,21    | 3.         | 3:18,26    |            |
| Rainer Schönfelder | Összetett   | 1:41,90  | 23.      | 45,46         | 1.            | 51,31      | 3.         | 1:36,77    | 2.         | 3:18,67    | 4.         |
| Michael Walchhofer | Összetett   | 1:39,94  | 5.       | nem ért célba | nem ért célba | kiesett    | kiesett    | kiesett    | kiesett    | kiesett    | kiesett    |

Női
| Versenyző             | Versenyszám            | 1. futam      | 1. futam      | 2. futam      | 2. futam      | Összesítés    | Összesítés    |
| Versenyző             | Versenyszám            | Idő           | Hely.         | Idő           | Hely.         | Idő           | Helyezés      |
| --------------------- | ---------------------- | ------------- | ------------- | ------------- | ------------- | ------------- | ------------- |
| Michaela Dorfmeister  | Lesiklás               |               |               |               |               | 1:40,83       | 9.            |
| Michaela Dorfmeister  | Óriás-műlesiklás       | 1:16,89       | 5.            | 1:15,06       | 4.            | 2:31,95       | 4.*           |
| Michaela Dorfmeister  | Szuperóriás-műlesiklás |               |               |               |               | 1:14,08       | 6.            |
| Renate Götschl        | Lesiklás               |               |               |               |               | 1:40,39       |               |
| Renate Götschl        | Műlesiklás             | 54,31         | 12.           | nem ért célba | nem ért célba | kiesett       | kiesett       |
| Renate Götschl        | Szuperóriás-műlesiklás |               |               |               |               | 1:14,44       | 8.            |
| Selina Heregger       | Lesiklás               |               |               |               |               | 1:40,56       | 6.            |
| Selina Heregger       | Óriás-műlesiklás       | 1:17,93       | 18.           | nem ért célba | nem ért célba | kiesett       | kiesett       |
| Alexandra Meissnitzer | Óriás-műlesiklás       | 1:16,49       | 2.            | 1:15,46       | 6.            | 2:31,95       | 4.*           |
| Alexandra Meissnitzer | Szuperóriás-műlesiklás |               |               |               |               | 1:13,95       | 4.            |
| Brigitte Obermoser    | Lesiklás               |               |               |               |               | 1:41,64       | 18.           |
| Brigitte Obermoser    | Óriás-műlesiklás       | 1:17,82       | 15.           | 1:15,86       | 14.           | 2:33,68       | 15.           |
| Carina Raich          | Műlesiklás             | 55,10         | 15.           | nem ért célba | nem ért célba | kiesett       | kiesett       |
| Marlies Schild        | Műlesiklás             | nem ért célba | nem ért célba | kiesett       | kiesett       | kiesett       | kiesett       |
| Tanja Schneider       | Szuperóriás-műlesiklás |               |               |               |               | nem ért célba | nem ért célba |
| Christine Sponring    | Műlesiklás             | 55,42         | 20.           | nem ért célba | nem ért célba | kiesett       | kiesett       |

| Versenyző            | Versenyszám | Műlesiklás    | Műlesiklás    | Műlesiklás | Műlesiklás | Műlesiklás | Műlesiklás | Lesiklás | Lesiklás | Összesítés | Összesítés |
| Versenyző            | Versenyszám | 1. futam      | 1. futam      | 2. futam   | 2. futam   | Össz.      | Össz.      | Lesiklás | Lesiklás | Összesítés | Összesítés |
| Versenyző            | Versenyszám | Idő           | Hely.         | Idő        | Hely.      | Idő        | Hely.      | Idő      | Hely.    | Idő        | Helyezés   |
| -------------------- | ----------- | ------------- | ------------- | ---------- | ---------- | ---------- | ---------- | -------- | -------- | ---------- | ---------- |
| Michaela Dorfmeister | Összetett   | 46,76         | 9.            | 44,24      | 7.         | 1:31,00    | 7.         | 1:15,85  | 2.       | 2:46,85    | 5.         |
| Renate Götschl       | Összetett   | 45,66         | 3.            | 43,84      | 4.         | 1:29,50    | 4.         | 1:15,27  | 1.       | 2:44,77    |            |
| Selina Heregger      | Összetett   | 47,00         | 10.           | 45,40      | 15.        | 1:32,40    | 16.        | 1:17,29  | 12.      | 2:49,69    | 11.        |
| Christine Sponring   | Összetett   | nem ért célba | nem ért célba | kiesett    | kiesett    | kiesett    | kiesett    | kiesett  | kiesett  | kiesett    | kiesett    |

* – egy másik versenyzővel azonos eredményt ért el

## Biatlon
Férfi
| Versenyző                                                         | Versenyszám           | Lövőhiba    | Időeredmény   | Helyezés      |
| ----------------------------------------------------------------- | --------------------- | ----------- | ------------- | ------------- |
| Ludwig Gredler                                                    | 10 km sprint          | 2 (1+1)     | 26:04,3       | 10.           |
| Ludwig Gredler                                                    | 12,5 km üldözőverseny | 2 (0+1+0+1) | 33:35,5       | 4.            |
| Ludwig Gredler                                                    | 20 km egyéni          | 2 (2+0+0+0) | 53:19,3       | 11.           |
| Daniel Mesotitsch                                                 | 20 km egyéni          | 6 (2+0+2+2) | 59:15,9       | 64.           |
| Wolfgang Perner                                                   | 10 km sprint          | 0 (0+0)     | 25:44,4       |               |
| Wolfgang Perner                                                   | 12,5 km üldözőverseny | 3 (1+0+1+1) | 34:00,1       | 9.            |
| Wolfgang Perner                                                   | 20 km egyéni          | 5 (0+2+0+3) | 56:00,4       | 32.           |
| Wolfgang Rottmann                                                 | 10 km sprint          | 2 (1+1)     | 25:48,8       | 5.            |
| Wolfgang Rottmann                                                 | 12,5 km üldözőverseny | 4 (1+0+2+1) | 33:45,1       | 6.            |
| Christoph Sumann                                                  | 10 km sprint          | 2 (0+2)     | nem ért célba | nem ért célba |
| Christoph Sumann                                                  | 20 km egyéni          | 3 (0+1+0+2) | 55:00,3       | 22.           |
| Christoph Sumann Wolfgang Perner Wolfgang Rottmann Ludwig Gredler | 4 × 7,5 km váltó      | 0+9         | 1:26:58,9     | 6.            |

## Bob
Férfi
| Versenyző                                                         | Versenyszám | 1. futam | 1. futam | 2. futam | 2. futam | 3. futam | 3. futam | 4. futam | 4. futam | Összesítés | Összesítés |
| Versenyző                                                         | Versenyszám | Idő      | Hely.    | Idő      | Hely.    | Idő      | Hely.    | Idő      | Hely.    | Idő        | Helyezés   |
| ----------------------------------------------------------------- | ----------- | -------- | -------- | -------- | -------- | -------- | -------- | -------- | -------- | ---------- | ---------- |
| Martin Schützenauer Wolfgang Stampfer                             | Kettes      | 47,91    | 8.       | 47,78    | 7.       | 47,72    | 6.       | 47,75    | 6.       | 3:11,16    | 7.         |
| Wolfgang Stampfer Michael Müller Klaus Seelos Martin Schützenauer | Négyes      | 47,19    | 17.      | 47,27    | 18.      | 47,51    | 12.      | 47,60    | 7.       | 3:09,57    | 13.        |

## Északi összetett
| Versenyző                                                    | Versenyszám        | Síugrás | Síugrás | Síugrás    | Sífutás | Sífutás | Összesítés | Összesítés |
| Versenyző                                                    | Versenyszám        | Pont    | Hely.   | Időhátrány | Idő     | Hely.   | Idő        | Helyezés   |
| ------------------------------------------------------------ | ------------------ | ------- | ------- | ---------- | ------- | ------- | ---------- | ---------- |
| Christoph Bieler                                             | Normálsánc + 15 km | 255,0   | 4.      | +1:03      | 41:18,1 | 37.     | 42:21,1    | 15.        |
| Christoph Bieler                                             | Nagysánc + 7,5 km  | 112,7   | 6.      | +0:42      | 17:19,6 | 30.     | 18:01,6    | 16.        |
| Christoph Eugen                                              | Normálsánc + 15 km | 224,5   | 18.     | +3:35      | 39:51,1 | 24.     | 43:26,1    | 20.        |
| Felix Gottwald                                               | Normálsánc + 15 km | 235,0   | 11.     | +2:43      | 37:23,5 | 1.      | 40:06,5    |            |
| Felix Gottwald                                               | Nagysánc + 7,5 km  | 110,3   | 11.     | +0:51      | 16:29,3 | 5.      | 17:20,3    |            |
| Michael Gruber                                               | Nagysánc + 7,5 km  | 110,5   | 9.      | +0:50      | 17:44,0 | 35.     | 18:34,0    | 28.        |
| Mario Stecher                                                | Normálsánc + 15 km | 258,0   | 2.      | +0:48      | 40:42,8 | 31.     | 41:30,8    | 6.         |
| Mario Stecher                                                | Nagysánc + 7,5 km  | 113,5   | 5.      | +0:39      | 17:10,5 | 28.     | 17:49,5    | 11.        |
| Michael Gruber Christoph Bieler Mario Stecher Felix Gottwald | Csapat             | 938,5   | 2.      | +0:44      | 48:09,2 | 3.      | 48:53,2    |            |

## Gyorskorcsolya
Női
| Versenyző     | Versenyszám | 1. futam | 1. futam | 2. futam | 2. futam | Eredmény | Helyezés |
| Versenyző     | Versenyszám | Idő      | Hely.    | Idő      | Hely.    | Eredmény | Helyezés |
| ------------- | ----------- | -------- | -------- | -------- | -------- | -------- | -------- |
| Hunyady Emese | 500 m       | 39,38    | 26.      | 39,51    | 26.      | 78,89    | 26.      |
| Hunyady Emese | 1500 m      |          |          |          |          | 1:56,51  | 12.      |
| Hunyady Emese | 3000 m      |          |          |          |          | 4:06,55  | 9.       |

## Jégkorong

### Férfi
| Osztrák nemzeti férfi jégkorongcsapat-játékoskeret | Osztrák nemzeti férfi jégkorongcsapat-játékoskeret | Osztrák nemzeti férfi jégkorongcsapat-játékoskeret | Osztrák nemzeti férfi jégkorongcsapat-játékoskeret | Osztrák nemzeti férfi jégkorongcsapat-játékoskeret | Osztrák nemzeti férfi jégkorongcsapat-játékoskeret | Osztrák nemzeti férfi jégkorongcsapat-játékoskeret |
| #                                                  | Név                                                | Poszt                                              | Magasság                                           | Súly                                               | Kor                                                | Klub                                               |
| -------------------------------------------------- | -------------------------------------------------- | -------------------------------------------------- | -------------------------------------------------- | -------------------------------------------------- | -------------------------------------------------- | -------------------------------------------------- |
| 25                                                 | Michael Suttnig                                    | K                                                  | 178                                                | 76                                                 | 1973. november 8. (28 évesen)                      | EC Klagenfurt                                      |
| 31                                                 | Claus Dalpiaz                                      | K                                                  | 175                                                | 70                                                 | 1971. október 10. (30 évesen)                      | HC Innsbruck                                       |
| 38                                                 | Reinhard Divis                                     | K                                                  | 182                                                | 87                                                 | 1975. július 4. (26 évesen)                        | Worcester Ice Cats                                 |
| 4                                                  | Gerhard Unterluggauer                              | V                                                  | 177                                                | 88                                                 | 1976. augusztus 15. (25 évesen)                    | Schwenninger Wild Wings                            |
| 6                                                  | Joseph GD Lavoie                                   | V                                                  | 19                                                 | 95                                                 | 1967. november 21. (34 évesen)                     | Hannover Scorpions                                 |
| 9                                                  | Thomas Searle                                      | V                                                  | 18                                                 | 88                                                 | 1963. április 26. (38 évesen)                      | Heraklith VSV                                      |
| 13                                                 | Robert Lukas                                       | V                                                  | 177                                                | 82                                                 | 1978. augusztus 29. (23 évesen)                    | EHC Black Wings Linz                               |
| 32                                                 | André Lakos                                        | V                                                  | 202                                                | 104                                                | 1979. július 29. (22 évesen)                       | Utah Grizzlies                                     |
| 47                                                 | Martin Ulrich                                      | V                                                  | 188                                                | 91                                                 | 1969. december 16. (32 évesen)                     | Düsseldorfer EG                                    |
| 96                                                 | Peter Kasper                                       | V                                                  | 182                                                | 89                                                 | 1974. december 20. (27 évesen)                     | HC Innsbruck                                       |
| 10                                                 | Christoph Brandner                                 | T                                                  | 195                                                | 98                                                 | 1975. július 5. (26 évesen)                        | Krefeld Penguine                                   |
| 11                                                 | Gerald Ressmann                                    | T                                                  | 19                                                 | 100                                                | 1970. július 24. (31 évesen)                       | EC Klagenfurt                                      |
| 12                                                 | Matthias Trattnig                                  | T                                                  | 185                                                | 95                                                 | 1979. április 22. (22 évesen)                      | Djurgårdens IF                                     |
| 15                                                 | Oliver Setzinger                                   | T                                                  | 183                                                | 92                                                 | 1983. július 11. (18 évesen)                       | EHC Black Wings Linz                               |
| 16                                                 | Thomas Pöck                                        | T                                                  | 184                                                | 89                                                 | 1981. december 2. (20 évesen)                      | University of Masschusetts at Amherst              |
| 18                                                 | Kent Salfi                                         | T                                                  | 176                                                | 82                                                 | 1971. június 10. (30 évesen)                       | Heraklith VSV                                      |
| 21                                                 | Mario Schaden                                      | T                                                  | 173                                                | 85                                                 | 1972. április 30. (29 évesen)                      | EC Klagenfurt                                      |
| 22                                                 | Martin Hohenberger                                 | T                                                  | 186                                                | 93                                                 | 1977. január 29. (25 évesen)                       | Revierlöwen Oberhausen                             |
| 24                                                 | Günther Lanzinger                                  | T                                                  | 187                                                | 89                                                 | 1972. január 4. (30 évesen)                        | Heraklith VSV                                      |
| 26                                                 | Simon Wheeldon                                     | T                                                  | 183                                                | 85                                                 | 1966. augusztus 30. (35 évesen)                    | München Barons                                     |
| 27                                                 | Wolfgang Kromp                                     | T                                                  | 175                                                | 83                                                 | 1970. szeptember 17. (31 évesen)                   | Heraklith VSV                                      |
| 29                                                 | Christian Perthaler                                | T                                                  | 183                                                | 90                                                 | 1968. július 21. (33 évesen)                       | EHC Black Wings Linz                               |
| 74                                                 | Dieter Kalt                                        | T                                                  | 175                                                | 83                                                 | 1974. június 26. (27 évesen)                       | Farjestads BK                                      |
| Vezetőedző: Ron Kennedy                            | Vezetőedző: Ron Kennedy                            | Vezetőedző: Ron Kennedy                            | Vezetőedző: Ron Kennedy                            | Vezetőedző: Ron Kennedy                            | 1953. május 7. (48 évesen)                         | 1953. május 7. (48 évesen)                         |

- Kor: 2002. február 9-i kora
- Posztok rövidítései: K – Kapus, V – Védő, T – Támadó

#### Eredmények
Selejtező
A csoport
| Csapat      | M | Gy | V | D | G+ | G– | Gk | P |
| ----------- | - | -- | - | - | -- | -- | -- | - |
| Németország | 3 | 3  | 0 | 0 | 10 | 3  | +7 | 6 |
| Lettország  | 3 | 1  | 1 | 1 | 11 | 12 | −1 | 3 |
| Ausztria    | 3 | 1  | 2 | 0 | 7  | 9  | −2 | 2 |
| Szlovákia   | 3 | 0  | 2 | 1 | 8  | 12 | −4 | 1 |

| 2002. február 9. | Lettország (LAT) | 4 – 2 (1–2, 1–2, 0–0) | Ausztria | Peaks Ice Arena, Provo Nézőszám: 6159 |

|  |  |  |  |  |
|  |  |  |  |  |
|  |  |  |  |  |
|  |  |  |  |  |

| 2002. február 10. | Ausztria (AUT) | 2 – 3 (0–2, 2–0, 0–1) | Németország | Peaks Ice Arena, Provo Nézőszám: 6444 |

|  |  |  |  |  |
|  |  |  |  |  |
|  |  |  |  |  |
|  |  |  |  |  |

| 2002. február 12. | Szlovákia (SVK) | 2 – 3 (1–1, 1–1, 0–1) | Ausztria | E Center, West Valley City Nézőszám: 8362 |

|  |  |  |  |  |
|  |  |  |  |  |
|  |  |  |  |  |
|  |  |  |  |  |

A 11. helyért
| 2002. február 14. | Svájc (SUI) | 4 – 1 (0–0, 2–0, 2–1) | Ausztria | E Center, West Valley City Nézőszám: 7986 |

|  |  |  |  |  |
|  |  |  |  |  |
|  |  |  |  |  |
|  |  |  |  |  |

| Csapat   | Helyezés |
| -------- | -------- |
| Ausztria | 12.      |

## Síakrobatika
Mogul
| Versenyző         | Versenyszám | Selejtező | Selejtező | Döntő | Döntő    |
| Versenyző         | Versenyszám | Pont      | Helyezés  | Pont  | Helyezés |
| ----------------- | ----------- | --------- | --------- | ----- | -------- |
| Margarita Marbler | Női         | 23,54     | 8.        | 23,18 | 10.      |

## Sífutás
Férfi
| Versenyző                                                          | Versenyszám     | Selejtező | Selejtező | Negyeddöntő | Negyeddöntő | Elődöntő | Elődöntő | B döntő | B döntő | Döntő     | Döntő    |
| Versenyző                                                          | Versenyszám     | Idő       | Hely.     | Idő         | Hely.       | Idő      | Hely.    | Idő     | Hely.   | Idő       | Helyezés |
| ------------------------------------------------------------------ | --------------- | --------- | --------- | ----------- | ----------- | -------- | -------- | ------- | ------- | --------- | -------- |
| Mikhail Botwinov                                                   | 30 km           |           |           |             |             |          |          |         |         | 1:11:32,3 |          |
| Mikhail Botwinov                                                   | 50 km           |           |           |             |             |          |          |         |         | 2:09:21,7 | 5.       |
| Christian Hoffmann                                                 | 30 km           |           |           |             |             |          |          |         |         | 1:11:31,0 |          |
| Alexander Marent                                                   | 15 km           |           |           |             |             |          |          |         |         | 39:36,2   | 23.      |
| Marc Mayer                                                         | Sprint          | kizárták  | kizárták  | kiesett     | kiesett     | kiesett  | kiesett  | kiesett | kiesett | kiesett   | kiesett  |
| Marc Mayer                                                         | 50 km           |           |           |             |             |          |          |         |         | kizárták  | kizárták |
| Reinhard Neuner                                                    | Sprint          | 2:56,20   | 24.       | kiesett     | kiesett     | kiesett  | kiesett  | kiesett | kiesett | kiesett   | 23.      |
| Gerhard Urain                                                      | 15 km           |           |           |             |             |          |          |         |         | 40:38,0   | 41.      |
| Gerhard Urain                                                      | 30 km           |           |           |             |             |          |          |         |         | 1:14:33,9 | 23.      |
| Achim Walcher                                                      | 30 km           |           |           |             |             |          |          |         |         | kizárták  | kizárták |
| Alexander Marent Mikhail Botwinov Gerhard Urain Christian Hoffmann | 4 × 10 km váltó |           |           |             |             |          |          |         |         | 1:34:04,9 | 4.       |

| Versenyző        | Versenyszám              | 10 km klasszikus | 10 km klasszikus | 10 km szabad | 10 km szabad | Helyezés |
| Versenyző        | Versenyszám              | Idő              | Hely.            | Időhátrány   | Idő          | Helyezés |
| ---------------- | ------------------------ | ---------------- | ---------------- | ------------ | ------------ | -------- |
| Mikhail Botwinov | 10 + 10 km üldözőverseny | 26:32,5          | 6.               | +0:25        | 24:10,2      | 9.       |
| Marc Mayer       | 10 + 10 km üldözőverseny | kizárták         | kizárták         | kizárták     | kizárták     | kizárták |
| Achim Walcher    | 10 + 10 km üldözőverseny | kizárták         | kizárták         | kizárták     | kizárták     | kizárták |

## Síugrás
| Versenyző                                                           | Versenyszám | Selejtező | Selejtező | 1. ugrás | 1. ugrás | 2. ugrás | 2. ugrás | Összesítés | Összesítés |
| Versenyző                                                           | Versenyszám | Pont      | Hely.     | Pont     | Hely.    | Pont     | Hely.    | Pont       | Helyezés   |
| ------------------------------------------------------------------- | ----------- | --------- | --------- | -------- | -------- | -------- | -------- | ---------- | ---------- |
| Martin Höllwarth                                                    | Normálsánc  |           |           | 115,0    | 22.*     | 113,0    | 28.      | 228,0      | 25.*       |
| Martin Höllwarth                                                    | Nagysánc    |           |           | 122,3    | 11.      | 111,0    | 18.      | 233,3      | 14.        |
| Stefan Horngacher                                                   | Normálsánc  |           |           | 117,5    | 14.*     | 122,5    | 11.      | 240,0      | 11.*       |
| Stefan Horngacher                                                   | Nagysánc    |           |           | 123,5    | 9.*      | 123,7    | 4.       | 247,2      | 5.         |
| Martin Koch                                                         | Normálsánc  |           |           | 120,5    | 9.       | 116,5    | 19.      | 237,0      | 14.        |
| Martin Koch                                                         | Nagysánc    |           |           | 126,3    | 7.       | 118,2    | 8.       | 244,5      | 8.         |
| Andreas Widhölzl                                                    | Normálsánc  |           |           | 115,0    | 22.*     | 115,5    | 21.*     | 230,5      | 24.        |
| Andreas Widhölzl                                                    | Nagysánc    |           |           | 114,9    | 21.*     | 107,7    | 21.*     | 222,6      | 21.        |
| Stefan Horngacher Andreas Widhölzl Wolfgang Loitzl Martin Höllwarth | Csapat      |           |           | 472,4    | 4.       | 454,4    | 5.       | 926,8      | 4.         |

* – egy másik versenyzővel azonos eredményt ért el

## Snowboard
Halfpipe
| Versenyző         | Versenyszám | 1. selejtező | 1. selejtező | 2. selejtező | 2. selejtező | Döntő      | Döntő      | Döntő | Helyezés |
| Versenyző         | Versenyszám | Pont         | Hely.        | Pont         | Hely.        | 1. forduló | 2. forduló | Hely. | Helyezés |
| ----------------- | ----------- | ------------ | ------------ | ------------ | ------------ | ---------- | ---------- | ----- | -------- |
| Nicola Pederzolli | Női         | 34,1         | 5.           |              |              | 35,7       | 30,7       | 7.    | 7.       |

Parallel giant slalom
| Versenyző         | Versenyszám | Selejtező     | Selejtező     | Nyolcaddöntő                    | Negyeddöntő                         | Elődöntő          | Döntő             | Helyezés |
| Versenyző         | Versenyszám | Idő           | Hely.         | Ellenfél Eredmény               | Ellenfél Eredmény                   | Ellenfél Eredmény | Ellenfél Eredmény | Helyezés |
| ----------------- | ----------- | ------------- | ------------- | ------------------------------- | ----------------------------------- | ----------------- | ----------------- | -------- |
| Sigi Grabner      | Férfi       | 36,94         | 8.            | Stefan Kaltschütz (AUT) · -1,57 | Nicolas Huet (FRA) · +1,38          | kiesett           | kiesett           | 7.       |
| Stefan Kaltschütz | Férfi       | 36,97         | 9.            | Sigi Grabner (AUT) · +1,57      | kiesett                             | kiesett           | kiesett           | 13.      |
| Dieter Krassnig   | Férfi       | 37,02         | 10.           | Mathieu Bozzetto (FRA) · +2,24  | kiesett                             | kiesett           | kiesett           | 14.      |
| Alexander Maier   | Férfi       | 36,28         | 2.            | Philipp Schoch (SUI) · +1,78    | kiesett                             | kiesett           | kiesett           | 10.      |
| Doris Günther     | Női         | nem ért célba | nem ért célba | kiesett                         | kiesett                             | kiesett           | kiesett           | kiesett  |
| Maria Kirchgasser | Női         | 41,44         | 1.            | Iida Ran (JPN) · -0,50          | Jagna Marczułajtis (POL) · kizárták | kiesett           | kiesett           | 5.       |
| Claudia Riegler   | Női         | 51,87         | 28.           | kiesett                         | kiesett                             | kiesett           | kiesett           | 28.      |
| Manuela Riegler   | Női         | 44,04         | 23.           | kiesett                         | kiesett                             | kiesett           | kiesett           | 23.      |

## Szánkó
| Versenyző                      | Versenyszám | 1. futam | 1. futam | 2. futam | 2. futam | 3. futam | 3. futam | 4. futam | 4. futam | Összesítés | Összesítés |
| Versenyző                      | Versenyszám | Idő      | Hely.    | Idő      | Hely.    | Idő      | Hely.    | Idő      | Hely.    | Idő        | Helyezés   |
| ------------------------------ | ----------- | -------- | -------- | -------- | -------- | -------- | -------- | -------- | -------- | ---------- | ---------- |
| Markus Kleinheinz              | Férfi egyes | 44,875   | 10.      | 44,857   | 9.       | 44,558   | 9.       | 44,921   | 8.       | 2:59,211   | 8.         |
| Rainer Margreiter              | Férfi egyes | 45,034   | 15.      | 45,076   | 17.      | 44,626   | 11.      | 44,901   | 6.       | 2:59,637   | 10.        |
| Markus Prock                   | Férfi egyes | 44,698   | 4.       | 44,640   | 3.       | 44,271   | 1.       | 44,674   | 2.       | 2:58,283   |            |
| Simone Eder                    | Női egyes   | 43,880   | 11.      | 43,760   | 12.      | 43,824   | 13.      | 43,638   | 9.       | 2:55,102   | 11.        |
| Sonja Manzenreiter             | Női egyes   | 43,864   | 10.      | 43,540   | 6.       | 43,585   | 7.       | 43,548   | 8.       | 2:54,537   | 7.         |
| Angelika Neuner                | Női egyes   | 43,683   | 5.       | 43,440   | 4.       | 43,601   | 8.       | 43,438   | 5.       | 2:54,162   | 4.         |
| Markus Scheigl Tobias Schiegl  | Kettes      | 43,208   | 5.       | 43,310   | 6.       |          |          |          |          | 1:26,518   | 6.         |
| Andreas Linger Wolfgang Linger | Kettes      | 43,330   | 9.       | 43,354   | 8.       |          |          |          |          | 1:26,684   | 8.         |

## Szkeleton
| Versenyző      | Versenyszám | 1. futam | 1. futam | 2. futam | 2. futam | Összesítés | Összesítés |
| Versenyző      | Versenyszám | Idő      | Hely.    | Idő      | Hely.    | Idő        | Helyezés   |
| -------------- | ----------- | -------- | -------- | -------- | -------- | ---------- | ---------- |
| Christian Auer | Férfi       | 51,81    | 12.      | 51,56    | 11.      | 1:43,37    | 12.        |
| Martin Rettl   | Férfi       | 51,02    | 2.       | 50,99    | 1.*      | 1:42,01    |            |

* – egy másik versenyzővel azonos eredményt ért el